# Lars "Huck" Hultgren
Lars David Olov "Huck" Hultgren, född 12 mars 1931 i Stockholm, död 22 september 2018 i Tyresö distrikt, var en svensk målare, grafiker och skulptör.
Hultgren studerade vid Konstfackskolan 1952–1954 och Konsthögskolans grafiska avdelning 1957–1962. Separat har han ställt ut ett flertal gånger i Stockholm och utomlands. Bland hans offentliga arbeten märks utsmyckningar för Södersjukhuset i Stockholm, Eastmaninstitutet i Stockholm, Kungliga Tekniska högskolan, T-banan, Karolinen i Karlstad, Eksjö sjukhus, Falköping sjukhus, Gävle sjukhus, Jönköping sjukhus, en polykrom trärelief för AB Alfa-Laval och den polykroma träskulpturen "Vattenfallet" i Solna kommun, interiör och altarväggar i Tynnereds kyrka, färgsättning och altarbilder i absiden för Lundby nya kyrka i Göteborg och Sollentuna kyrka. Han var ledamot av Statens konstråd 1983–1988. 
Hultgren är representerad vid Moderna museet, Nationalmuseum  Stockholms stadsmuseum, Gävle museum, Linköpings museum, Skissernas museum i Lund, Örebro läns landsting och i Statens porträttsamling på Gripsholms slott. Lars Huck Hultgren är begravd på Uppsala gamla kyrkogård.